# کنتارو کاواساکی
کنتارو کاواساکی (انگلیسی: Kentaro Kawasaki؛ زادهٔ ۱۸ دسامبر ۱۹۸۲) بازیکن فوتبال اهل ژاپن است.
از باشگاه‌هایی که در آن بازی کرده‌است می‌توان به باشگاه فوتبال سرزو اوساکا و باشگاه فوتبال کونسادول ساپورو اشاره کرد.